# 2010 TJ
2010 TJ ist ein großes transneptunisches Objekt, das bahndynamisch als Scattered Disk Object (SDO) eingestuft wird. Aufgrund seiner Größe ist der Asteroid ein Zwergplanetenkandidat.

## Entdeckung
2010 TJ wurde am 2. Oktober 2010 von einem Astronomenteam, bestehend aus Dave Rabinowitz, Meg Schwamb und Suzanne Tourtellotte, am La-Silla-Observatorium (Chile) der Europäischen Südsternwarte entdeckt.
Der Beobachtungsbogen des Planetoiden beginnt mit der offiziellen Entdeckungsbeobachtung am 2. Oktober 2010. Im September 2018 lagen insgesamt 73 Beobachtungen über einen Zeitraum von 8 Jahren vor. Die bisher letzte Beobachtung wurde im Dezember 2017 am Lowell-Observatorium (Arizona) durchgeführt. (Stand 2. März 2019)

## Eigenschaften

### Umlaufbahn
2010 TJ umkreist die Sonne in 496,50 Jahren auf einer elliptischen Umlaufbahn zwischen 39,88 AE und 85,53 AE Abstand zu deren Zentrum. Die Bahnexzentrizität beträgt 0,364, die Bahn ist 38,95° gegenüber der Ekliptik geneigt. Derzeit ist der Planetoid 41,36 AE von der Sonne entfernt. Das Perihel durchlief er das letzte Mal 2000, der nächste Periheldurchlauf dürfte also im Jahre 2497 erfolgen.
Sowohl Marc Buie (DES) als auch das Minor Planet Center klassifizieren den Planetoiden als SDO; letzteres führt ihn auch allgemein als «Distant Object» auf.

### Größe
Derzeit wird von einem Durchmesser von 457 km ausgegangen, basierend auf einem Rückstrahlvermögen von 6 % und einer absoluten Helligkeit von 5,4 m. Ausgehend von einem Durchmesser von 457 km ergibt sich eine Gesamtoberfläche von etwa 656.000 km². Die scheinbare Helligkeit von 2010 TJ beträgt 21,97 m.
Da anzunehmen ist, dass sich 2010 TJ aufgrund seiner Größe im hydrostatischen Gleichgewicht befindet und somit weitgehend rund sein muss, sollte er die Kriterien für eine Einstufung als Zwergplanet erfüllen. Mike Brown geht davon aus, dass es sich bei 2010 TJ um möglicherweise einen Zwergplaneten handelt.
| Jahr                                         | Abmessungen km | Quelle   |
| -------------------------------------------- | -------------- | -------- |
| 2018                                         | 306,0          | Johnston |
| 2018                                         | 457,0          | Brown    |
| Die präziseste Bestimmung ist fett markiert. |                |          |